# Terpes
Terpes là một thị trấn thuộc hạt Heves, Hungary. Thị trấn này có diện tích 2,2 km², dân số năm 2010 là 210 người, mật độ 95 người/km².